# Aéroport de Quimper-Bretagne
Pour les articles homonymes, voir Cornouailles (homonymie).
L'aéroport de Quimper-Bretagne (code IATA : UIP • code OACI : LFRQ) est un aéroport français situé sur la commune de Pluguffan, à 5,5 km au sud-ouest de Quimper, département du Finistère, région Bretagne, en France. Il porte le nom de Maurice Bon, pilote de chasse quimpérois qui s'illustra au sein de l'escadrille « Normandie-Niémen », avant d’être abattu le 13 octobre 1943, à l'âge de 23 ans, près de Gorodets en URSS.
Il appartient au Conseil régional de Bretagne. Depuis fin 2023, il ne dispose plus d'aucune ligne commerciale régulière.

## Toponymie
Il a porté successivement les noms suivants : Quimper Pluguffan, Quimper Cornouaille avant de porter le nom actuel de Quimper Bretagne.

## Histoire

### Premières années
L'aérodrome a été créé en 1932 par la Chambre de commerce et d'industrie de Quimper Cornouaille qui transforme un terrain militaire, (un champ de manœuvre et de tir), en un terrain d'aviation rudimentaire de 24 hectares sans piste d'envol et d’atterrissage. En 1935, un arrêté ministériel agrée la plate-forme comme aérodrome privé ouvert à la circulation aérienne publique.
Pendant la Seconde Guerre mondiale, le terrain est réquisitionné, d'abord par l'Armée de l'air avec l'École de pilotage no 23 (sur Stampe SV4), puis par la Luftwaffe (armée de l'air allemande). Celle-ci, qui utilise aussi des terrains limitrophes au sud, construit une bande gazonnée de 1 100 m, orientée au NO-SE (17-35) et des nouveaux locaux. Le terrain a maintenant une superficie de 57 hectares. Les pilotes allemands s'y entraînent intensivement (école, chasse et reconnaissance), à bord de Junker et de Stuka.

### Après-guerre
Dans l'immédiat après-guerre, ce sont les pilotes français qui s'y entraînent à bord d'avions légers de l'Armée de l'Air. Entre 1950 et 1960, un as de la voltige aérienne, Albert Guillou, anime fréquemment le ciel de Pluguffan à bord de son Stampe SV4 de couleurs jaune et noir en faisant d'innombrables figures acrobatiques. Il deviendra chef pilote de l'aéro-club.
La Cobra (Compagnie Bretonne Aéronautique), basée sur l'aérodrome de Brest, inaugure une ligne Brest - Quimper - Nantes le 5 novembre 1956 exploité en pool avec la compagnie Nantaise Air Ouest. La Cobra avait également envisagé l'ouverture d'une ligne Quimper - Jersey - Guernesey cette année là.
En 1960, l'activité commerciale débute réellement à l'aérodrome. Un service estival et de week-end est créé entre Quimper et Paris-Orly via Dinard, assuré par Douglas DC-3 des TAI (Transports Aériens Intercontinentaux), affrété par Air Inter. Le premier trafic annuel concerne 376 passagers.
En 1961, une compagnie aérienne bretonne Rousseau Aviation qui est basée à Pleurtuit, met en place une liaison avec les îles Anglo-Normandes.
En 1962, la piste NE-SO (04-22) en herbe est portée à 1 200 m. Jersey Airlines International assure les liaisons vers Jersey en Herald Dart.
En 1963, les liaisons avec Jersey ont lieu cette année-là par DC3 et la liaison Air Inter avec Paris devient tri-hebdomadaire par DC3 ou par Nord 260 (ex-Super-Broussard) de la compagnie Air Inter.
En 1965, la compagnie BUA (British United Airways) assure au cours de l'été la liaison Quimper-Jersey-Londres par Handley page Dart Herald. Cette même année, la piste principale en herbe (04-22) est remplacée par une piste bitumée de 1 250 m sur 45 m de large. La liaison avec Paris par Nord 262 de 26 places devenant quotidienne (avec escale à Rennes ou Nantes) et compte tenu de la croissance du trafic, il devient urgent d'investir dans les infrastructures.
En 1966, la nouvelle tour de contrôle « en dur » et son bloc technique sont mis en service. Ils remplacent avantageusement l'ancienne tour métallique (similaire à un mirador) très inconfortable.
En 1967, la première aide radio-électrique est installée : il s'agit d'une balise HF qui aidera les pilotes à l'atterrissage. Elle est d'abord située à 2 250 m de l'entrée de la piste 22, puis transférée à six mille nautiques (10 km) du seuil de la piste 28, tandis que l'aérogare voit transiter 10 000 passagers.
En 1968, une nouvelle aide à la navigation et à l'atterrissage est installée. Il s'agit d'un VOR couplé à un DME, construit au seuil 04 de la piste principale de l'époque et toujours en service aujourd'hui. Le VOR sert surtout à la navigation aérienne internationale dans les routes aériennes de haute altitude. Trafic oblige, le Nord 262 est remplacé par un Fokker 27 de 50 places.
En février 1969, le président de la République Charles de Gaulle venu faire un discours à Quimper dans le cadre de la campagne pour le référendum sur la réforme du Sénat et la régionalisation, embarque dans une Alouette III pour se rendre ensuite à Lorient. Son passage par l'aéroport permet de faire aboutir le projet de construction d'une nouvelle piste.
C'était Rousseau Aviation qui assurait en 1974 la liaison saisonnière vers Londres Heathrow en Hawker Siddeley 748.
Le 5 août 1974, un Fokker 27 de la compagnie Air Inter est plastiqué sur le tarmac de l'aéroport de Quimper, un attentat attribué à l'Armée révolutionnaire bretonne,. Les dégâts sont de l'ordre de 8 millions de francs. L'avion est pratiquement inutilisable.
En 1975, l'investissement tant attendu est mis en service ; il s'agit de la nouvelle piste orientée E-W (10-28) longue de 1 750 m sur 45 m de largeur, équipée d'une aide à l'atterrissage essentielle : l'ILS (Cat 1), qui permet d'atterrir (avec minima) pratiquement par tous les temps. La plate-forme aéroportuaire passe à 102 ha grâce à une déviation routière à l'Ouest. La piste 04-22 est en partie déclassée, raccourcie et la piste en herbe 17-35 est supprimée.
En 1977, l'aéroport accueillait environ 40 000 passagers.
En 1980, pour assurer l'avenir de l'aéroport, les collectivités investissent encore, en allongeant la piste 10-28 de 150 m (1 900 m) et l'année suivante dans la construction d'une nouvelle aire de stationnement pour les avions de 10 000 m2 et d'une voie de circulation le reliant à la piste 10-28.
En 1982, Brit Air, une nouvelle compagnie bretonne assure les liaisons avec l'aéroport de Londres Gatwick et les îles Anglo-Normandes via Morlaix. En 1983, Brit Air succède à Air Inter sur la ligne avec Paris à la cadence de trois rotations par jour. Elle rachète deux des Fokker 27 d'Air Inter et les repeint aux couleurs du Gwenn ha Du (l'emblème blanc et noir de la Bretagne) et de l'hermine et du triskèle. En 1985, une Caravelle 12 (130 places) effectue la liaison avec Paris à la place du Fokker 27.
L'année est également marquée par la pose de la première pierre de la nouvelle aérogare qui remplace avantageusement les bâtiments préfabriqués qui commençaient à dater. En 1986 : au fur et à mesure que l'aérogare se construit, les contrôleurs aériens de la tour, gênés par les toitures, ne voient plus le seuil de la piste 10. On ajoute donc un étage sous la vigie. En 1987, l'aérogare est inaugurée et le nom de Quimper-Cornouaille est substitué à celui de Quimper-Pluguffan.
En 1991, la compagnie Touraine Air Transport (TAT) opère pour le compte d'Air Inter la liaison avec Paris. Elle utilise un nouvel avion : le Fokker 100, appareil biréacteur de 100 places pour remplacer la Caravelle retirée du service commercial. Brit Air assure une ligne vers Cork via Brest.
En 1992, une nouvelle rampe d'approche de 600 m plus performante pour l'atterrissage de nuit (et en cas de brouillard) est mise en service. En 1993, la piste 10-28 est à nouveau allongée à 2 150 m.
En 1993, Quimper voit passer des vols charters ou saisonniers pour Londres, Chambéry, Ajaccio, Corte et Porto.
De juin à fin août 1994, l'aéroport a vu passer une série de vols charters vers Montpellier se prolongeant vers Tunis en Boeing 737-200 (132 sièges) de la compagnie brestoise Westair.
En 1995, la compagnie Euralair tente d'installer une liaison avec Paris-Roissy Charles de Gaulle par Boeing 737, deux fois par jour, mais elle est supprimée quelques mois plus tard (elle accueillait 22 passagers en moyenne par vol le 1er mois d'exploitation). Brit Air assure la ligne Brest - Londres via Quimper en SAAB SF-340 de 33 places.
En 1997, Air France, qui a repris l'exploitation de la ligne pour son propre compte à la suite de la fusion totale de sa filiale Air Inter Europe, ouvre une quatrième rotation avec Paris Orly.

### XXIesiècle
À l'été 2001 et 2002, la compagnie toulousaine Aéris (qui a repris à 100 % la compagnie Brestoise Westair) a effectué des vols charters vers Cork en Irlande,.
En 2007, l'activité de l'aéroport se résume à quatre relations quotidiennes avec Paris-Orly Ouest, des vols hebdomadaires de juin à septembre vers la Corse (Ajaccio) et quelques vols touristiques saisonniers. L'aérogare a enregistré 136 900 passagers, une légère baisse peut-être due au remplacement du Fokker 100 par un CRJ 700, de moindre capacité. La piste 04-22 a été fermée à la circulation aérienne : il n'en reste plus qu'un petit tronçon pour desservir les hangars Sud.
En 2008, la concession entre l'aéroport et la Chambre de Commerce et d'Industrie de Quimper arrive à son terme, un appel d'offres est lancé : le Conseil régional de Bretagne, propriétaire de l'aéroport, a retenu l'offre du Groupement Vinci Airports-Keolis, qui devient donc nouveau concessionnaire de la plate-forme de Quimper à compter du 1er mars 2009 et ce jusqu'en décembre 2016. Le trafic diminue un peu : 120 000 passagers sont passés sur la plate-forme.
En 2009 et 2010, l'aéroport connait une nouvelle régression du nombre de passagers[source secondaire souhaitée] à 117 200 (-3 %), puis à un peu moins de 106 000 passagers (-10 %) comme sur l'ensemble des aéroports bretons excepté l'aéroport de Brest-Bretagne qui voit son trafic augmenter, pour culminer à 919 404 passagers en 2010 (1er aéroport breton).
La ligne saisonnière vers Ajaccio attire 1 736 passagers en 2011 contre 1 800 passagers en 2010.
En 2012, une liaison vers Londres-City ouvre du 30 mai au 9 septembre à raison de deux vols par semaine par BA Cityflyer, une filiale de British Airways. Elle est reconduite chaque année depuis (2 500 passagers en 2012 soit 55 % de remplissage des Embraer 170).
Une liaison estivale hebdomadaire dessert aussi le samedi l’aéroport de Figari Sud Corse, par la compagnie Hop ! (1 700 passagers en 2012).
Ce sont 4 200 passagers qui ont emprunté la ligne de Londres en 2014 dont une majorité d’Anglais, 3 400 passagers en 2013.
Depuis le 1er janvier 2017, l'aéroport est géré par la société Aéroport de Cornouaille, et a pris le nom d'Aéroport de Quimper - Bretagne. Cette nouvelle appellation, qui se substitue à celle jusqu'alors en vigueur de Quimper - Cornouaille, permet de marquer le rapprochement de gestion avec l'aéroport de Brest (qui porte le nom de Brest - Bretagne), géré par la société Aéroports de Bretagne Ouest dont la société Aéroport de Cornouaille est une filiale à 96 %[source insuffisante].
En 2018, la compagnie Hop ouvre une liaison avec Nice du 23 juin au 1er septembre à raison d'un vol par semaine, opéré par un Bombardier CRJ-700 de 72 sièges qui a accueilli 1 454 passagers (la ligne vers Figari en faisant 1 925 passagers soit -4,3 % pour 2018). La ligne vers Londres accueillait en 2018, 6 746 passagers soit +0,33 %.
En 2019, la compagnie suisse Premium « La Nova » devait proposer un vol hebdomadaire saisonnier en ATR 72 pour Genève en formule affaires avec prestations « Premium » (Embarquement Terminal Jet, service voiturier, passage PAF rapide, ATR 72 de 36 places avec bar lounge...) mais a finalement décalé le démarrage de ses opérations au printemps 2020.
En février 2019, la compagnie Air France Hop confirme qu'elle envisage l'arrêt de sa liaison vers Orly dès le 2 septembre. Cette liaison était en baisse d'année en année (-6,67 % en 2018) malgré un léger rebond fin 2018. Le jet ERJ 145 sur la liaison du matin et du soir n'est pas fidélisé, tout comme l'ATR 72-600 qui est souvent remplacé par un ATR 42-500. Cette ligne vers Paris, qui a enregistré 69 584 passagers en 2018 sera opérée en ligne sous « OSP » (Obligation de service public) à compter du 1er novembre 2019 (pour 4 ans)  avec un financement de l’État et des collectivités de l'ordre de 3 millions d'euros annuel (1,2 million chacun pour l’État et la région Bretagne, 300 000 euros chacun pour le département du Finistère et Quimper Bretagne Occidentale),.
Air France annonce se retirer de la ligne Quimper-Orly à compter du 1er septembre 2019 soit avant la fin de la saison IATA et bien avant la mise en place de la ligne sous obligation de service public.
C'est la compagnie aérienne Chalair Aviation qui est retenue pour assurer la ligne vers Paris en ATR 72 de 70 places à compter du 25 novembre 2019. L'avion est basé à l'aéroport permettant ainsi des perspectives de développements et la création de 18 emplois[source secondaire souhaitée]. En 2019, Chalair Aviation annonce l'ouverture d'une liaison hivernale vers Pau[source secondaire souhaitée].
À la suite de la crise engendrée par la pandémie de coronavirus à mi-mars 2020, les vols vers Paris ont été suspendus. Ils ont pu reprendre à raison de trois allers-retours, puis deux par semaine pendant l’été et de nouveau trois en septembre 2020 mais en Beechcraft 1900D de 19 places[source secondaire souhaitée].
En 2020, l'aéroport a accueilli 6 938 passagers contre 57 203 passagers en 2019 avec la suspension de la ligne vers Londres en raison de la crise sanitaire, 6 318 passagers ont emprunté la ligne vers Paris-Orly,.
Pour la saison hiver 2021-2022, Chalair affecte l'ATR-42 de 46 sièges sur la ligne vers Paris[réf. à confirmer].
En Mai 2022, British Airways fête ses 10 ans de présence sur l'aéroport en ayant transporté un peu plus de 40 000 passagers sur ces 10 ans avec deux années de suspensions liées au COVID. Elle transportera 6 583 passagers en 2022 soit 73% de remplissage de ses Embraer 190 (5 759 passagers en 2019, 6 674 passagers en 2018).
Lors des vœux 2023, le Président de la Chambre de Commerce et d'Industrie de Quimper annonçait l'ouverture d'une ligne saisonnière à l'été 2023 avec l'aéroport de Dublin en Irlande en ATR-72 de la compagnie Chalair mais ceux-ci ne décolleront jamais, préférant Brest - Kerry et Brest - Pau en lignes saisonnières avec une escale à Quimper. Néanmoins, quelques jours plus tard, le Président de la Région Bretagne annonçait qu’en raison du nombre de passagers (11 813 passagers en 2022) par rapport aux financements publics engagés soit 3,5 millions d’euros par an, l’obligation de service public (OSP) qui finance la ligne vers Paris-Orly s’arrêterait en novembre 2023 et n’était pour l’instant pas relancée, ce qui signifie presque la fermeture de l'aéroport au service commercial.
En octobre 2023, la fin de la ligne vers Paris-Orly est annoncée pour le 30 novembre 2023 sonnant ainsi la fin des lignes commerciales régulières à Quimper. L'effectif de l'aéroport passera en 2024 à 6 employés au lieu de 19. La région annonce vouloir transformer l'aéroport en « Aéropôle » reposant sur trois fonctions, une piste d'atterrissage maintenue pour les vols d'affaires, activité privée et l'activité de la Sécurité civile, un pôle d'énergie avec l'installation de panneaux photovoltaïques et un pôle industrie et logistique. Finalement le dernier vol commercial se déroule le 24 novembre.
N'ayant plus de liaison aérienne commerciale, l'aéroport de Quimper ne sera plus désormais qu'un simple aérodrome. La Chambre de commerce et d'industrie Métropolitaine Bretagne Ouest (CCIMBO) et Quimper Bretagne occidentale (QBO) sont chargés de la réorganisation et de la restructuration entraînées par ce déclassement. L'effectif de l'aéroport est passé de 17 personnes à 8 personnes pour maintenir une activité d'aérodrome. Une nouvelle société gestionnaire de l'aérodrome, la SOGEAQC (société de gestion de l'aéroport de Quimper Cornouaille)  est créée avec dans le projet des sociétés comme le groupe Adélaïde ou Vincent Bolloré avec l'idée également de baser un avion privé de 9 places par exemple à destination des entreprises,.
L'aérogare n'est désormais plus accessible au public.
Le week-end de pâques 2024, l'aéroport est le lieu d'un teknival,.
Sans ligne commerciale, l'aéroport a accueilli 412 passagers en 2024 au lieu de 13 454 l'année précédente soit une chute de près de 97%.

## Galerie

### Photographies

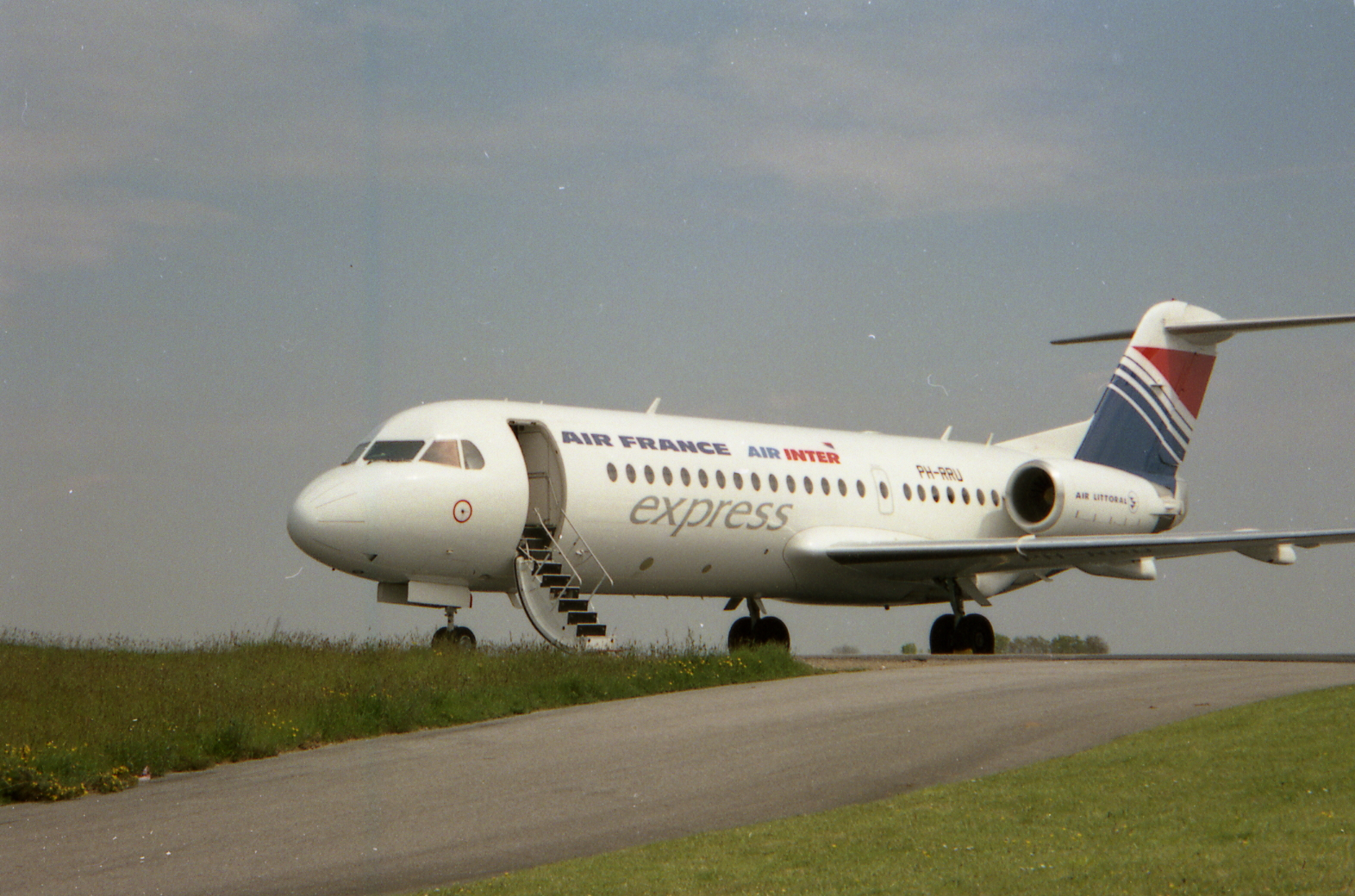
Fokker 70 sur l’aire de stationnement de Quimper (1996).
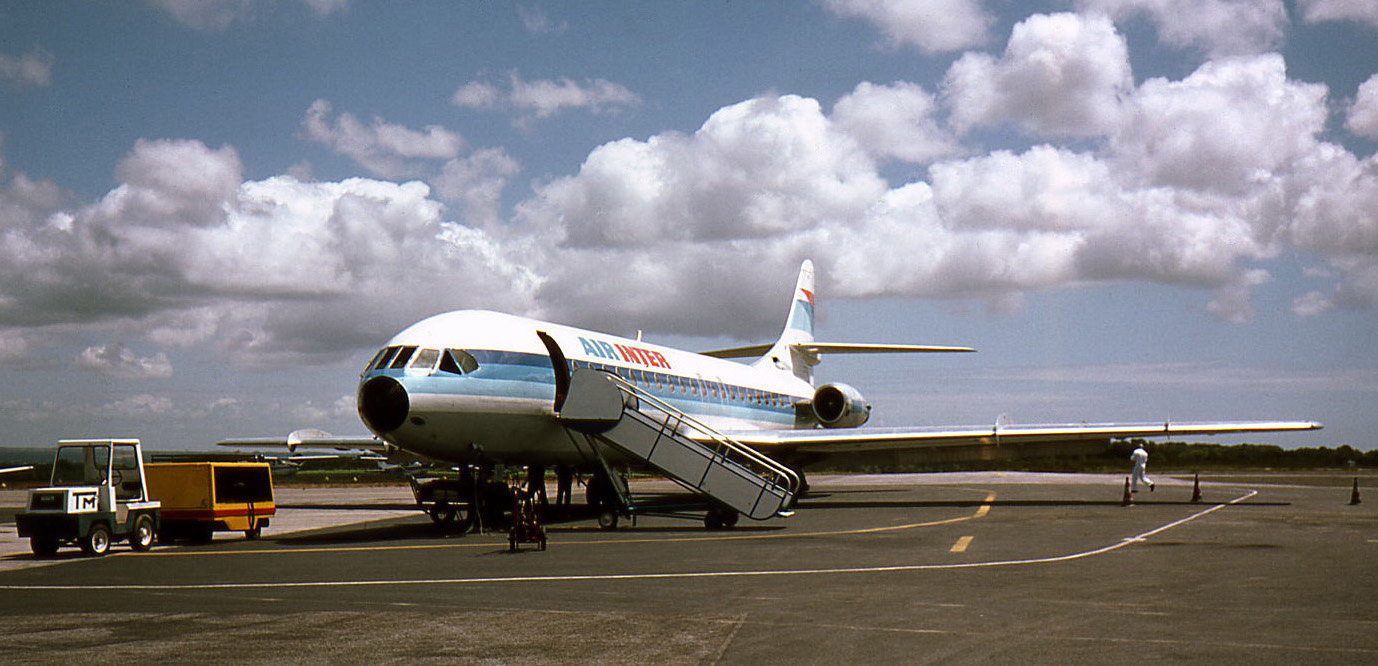
Caravelle d'Air Inter sur le parking de l'aéroport de Quimper (1985).
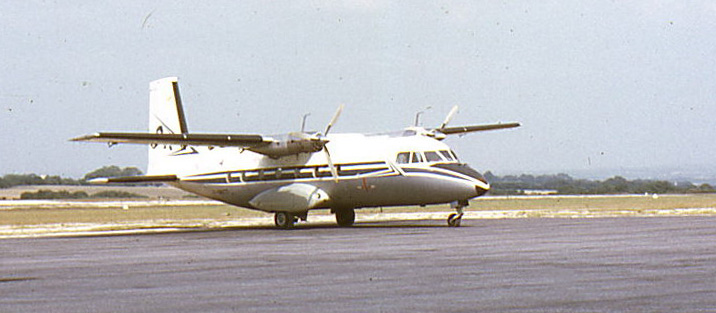
Nord 262 de Rousseau Aviation sur le parking de Quimper (1968).
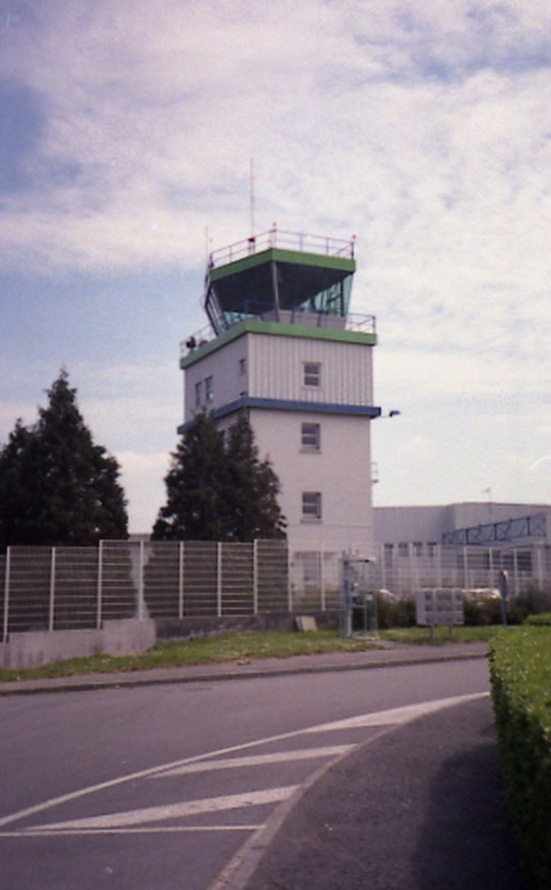
Tour de contrôle avec son étage supplémentaire (1990).

### Vues aériennes

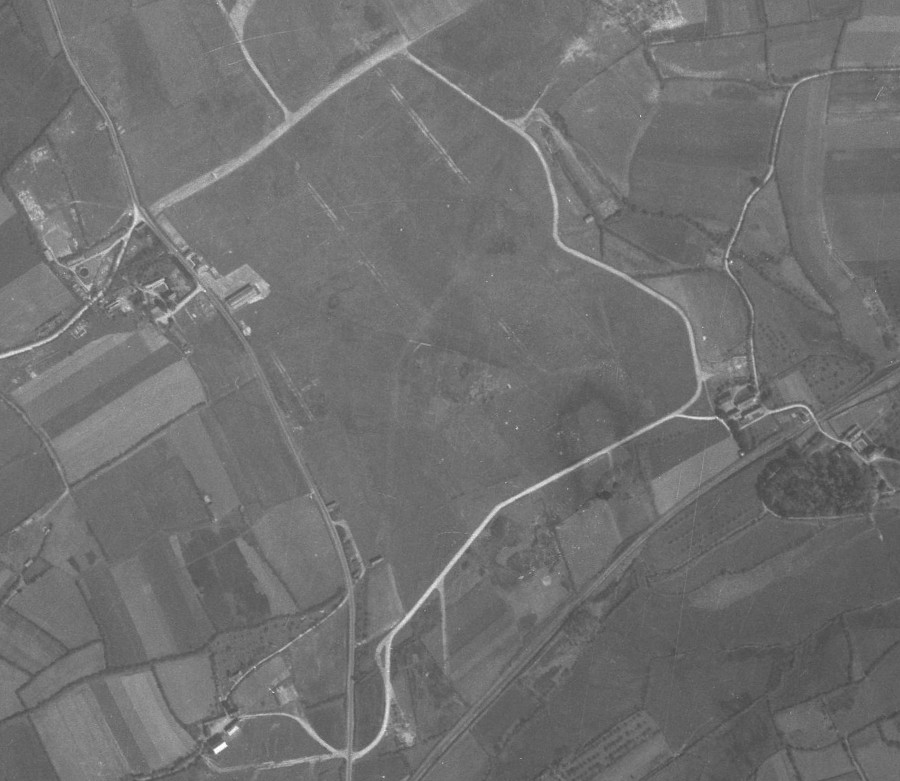
Terrain d'aviation de Quimper le 16 avril 1948.
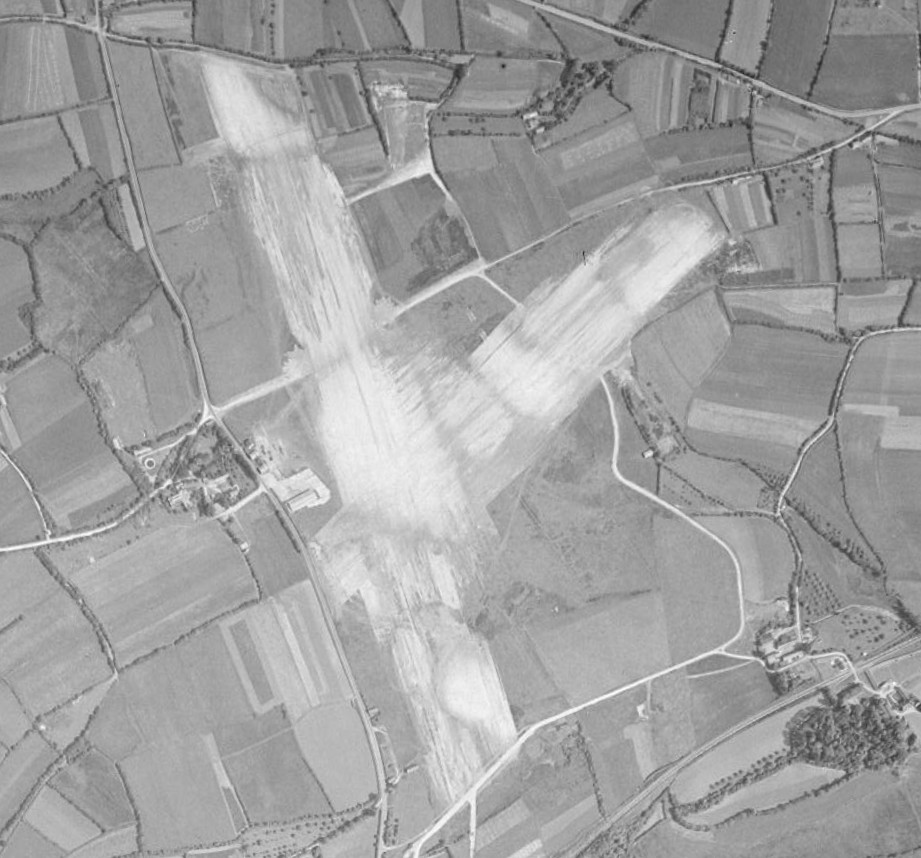
Terrain d'aviation de Quimper le 05 juin 1952.
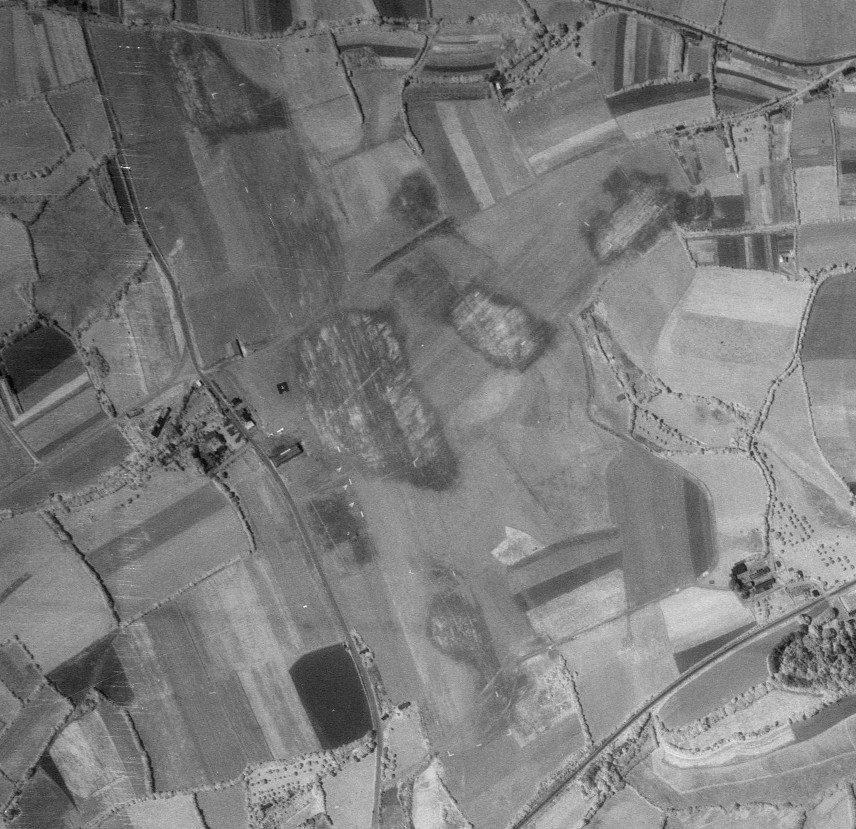
Aéroport de Quimper le 21 juin 1961 avec deux pistes en herbe.
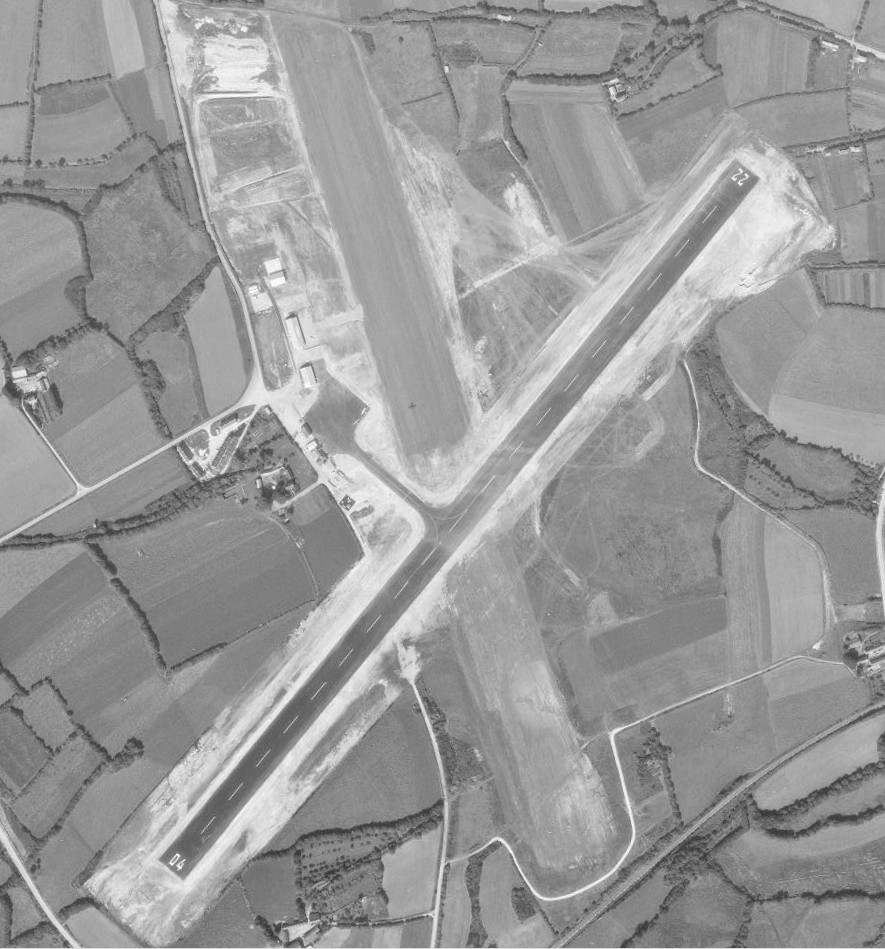
Aéroport de Quimper le 21 septembre 1965 avec une piste enrobée 04/22 (de 1 200 mètres) et une piste en herbe 17/35.
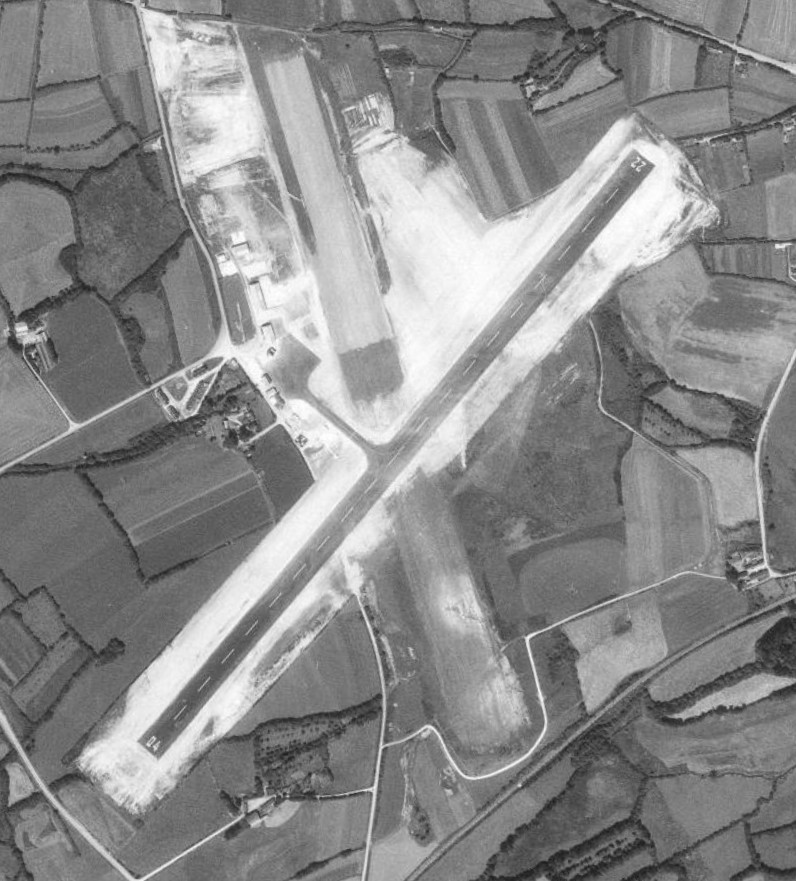
Aéroport de Quimper le 17 août 1966 avec une piste enrobée 04/22 et une piste en herbe.
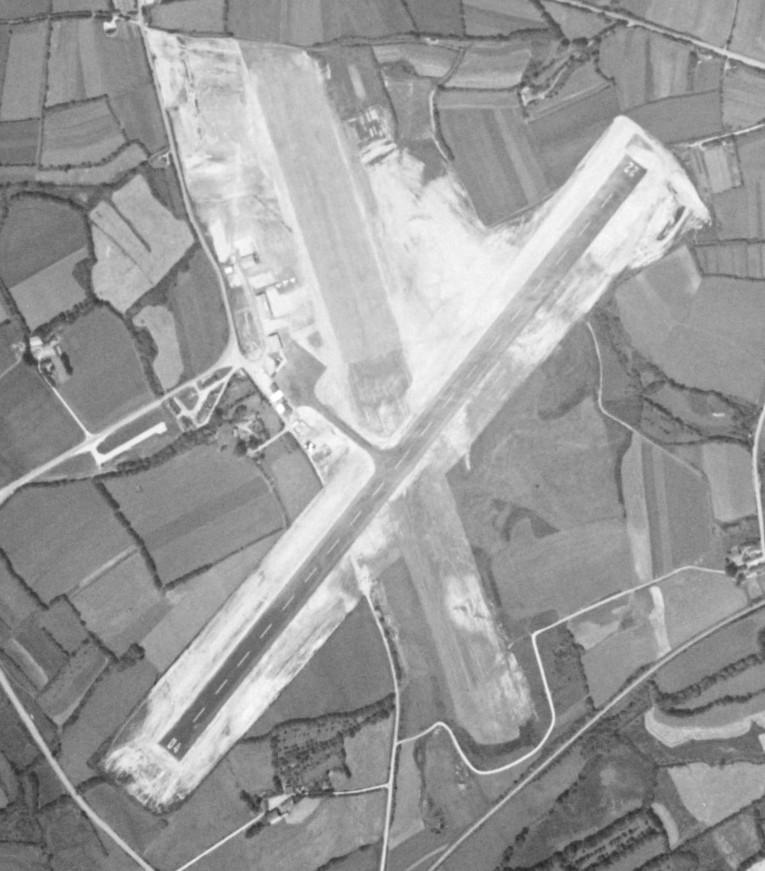
Aéroport de Quimper le 11 juillet 1967 avec une piste enrobée 04/22 et une piste en herbe.
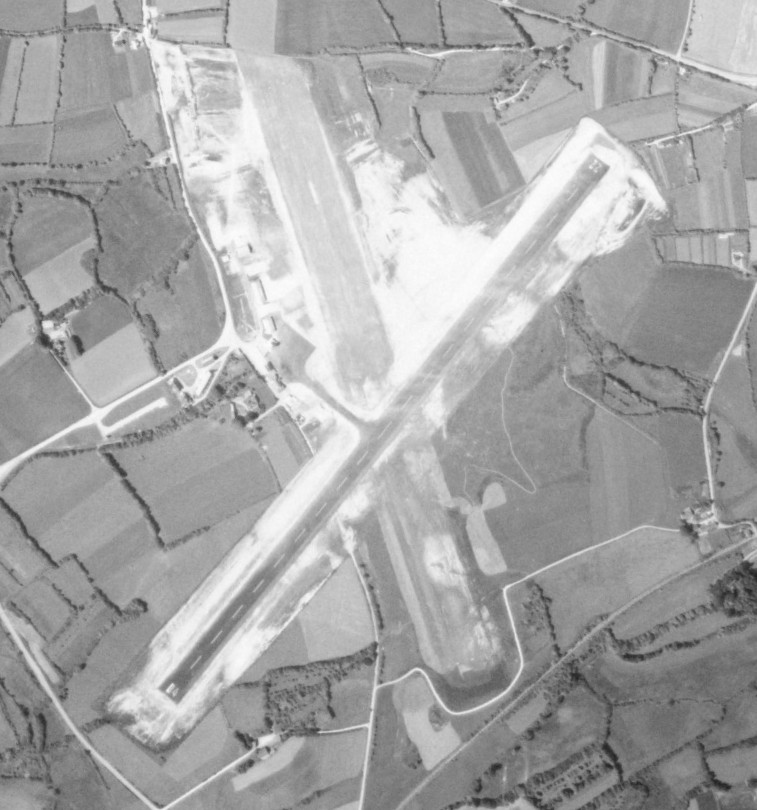
Aéroport de Quimper le 11 juin 1968 avec une piste enrobée 04/22 et une piste en herbe.
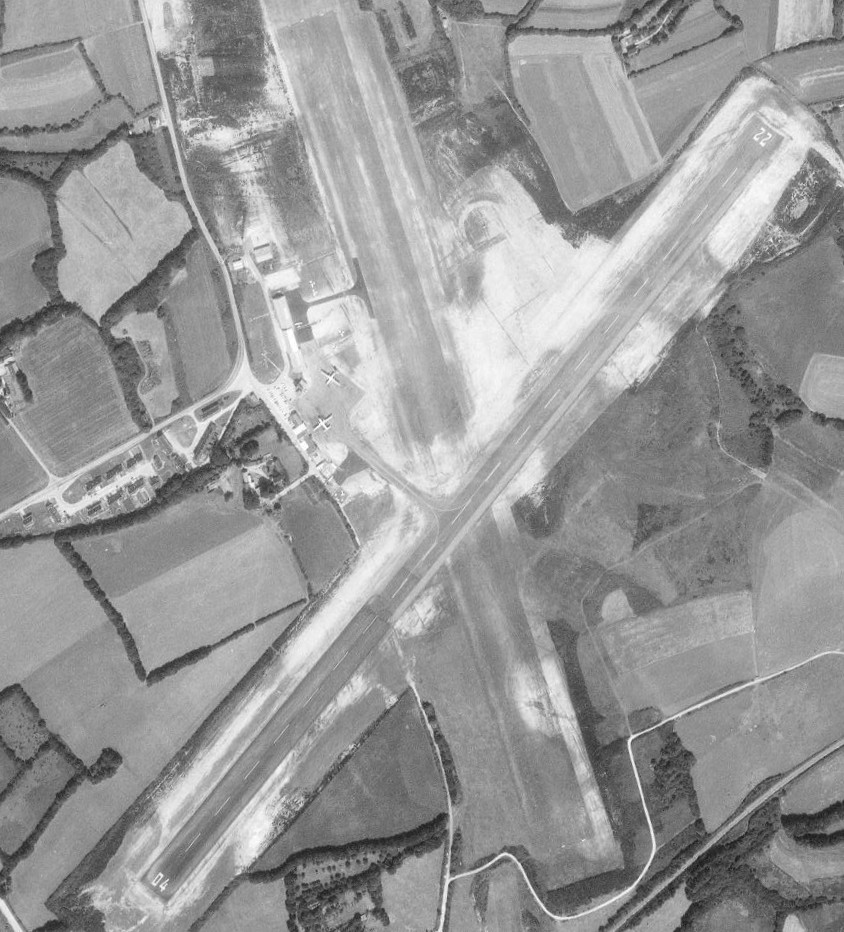
Aéroport de Quimper le 30 juillet 1971 avec une piste enrobée 04/22 et une piste en herbe.
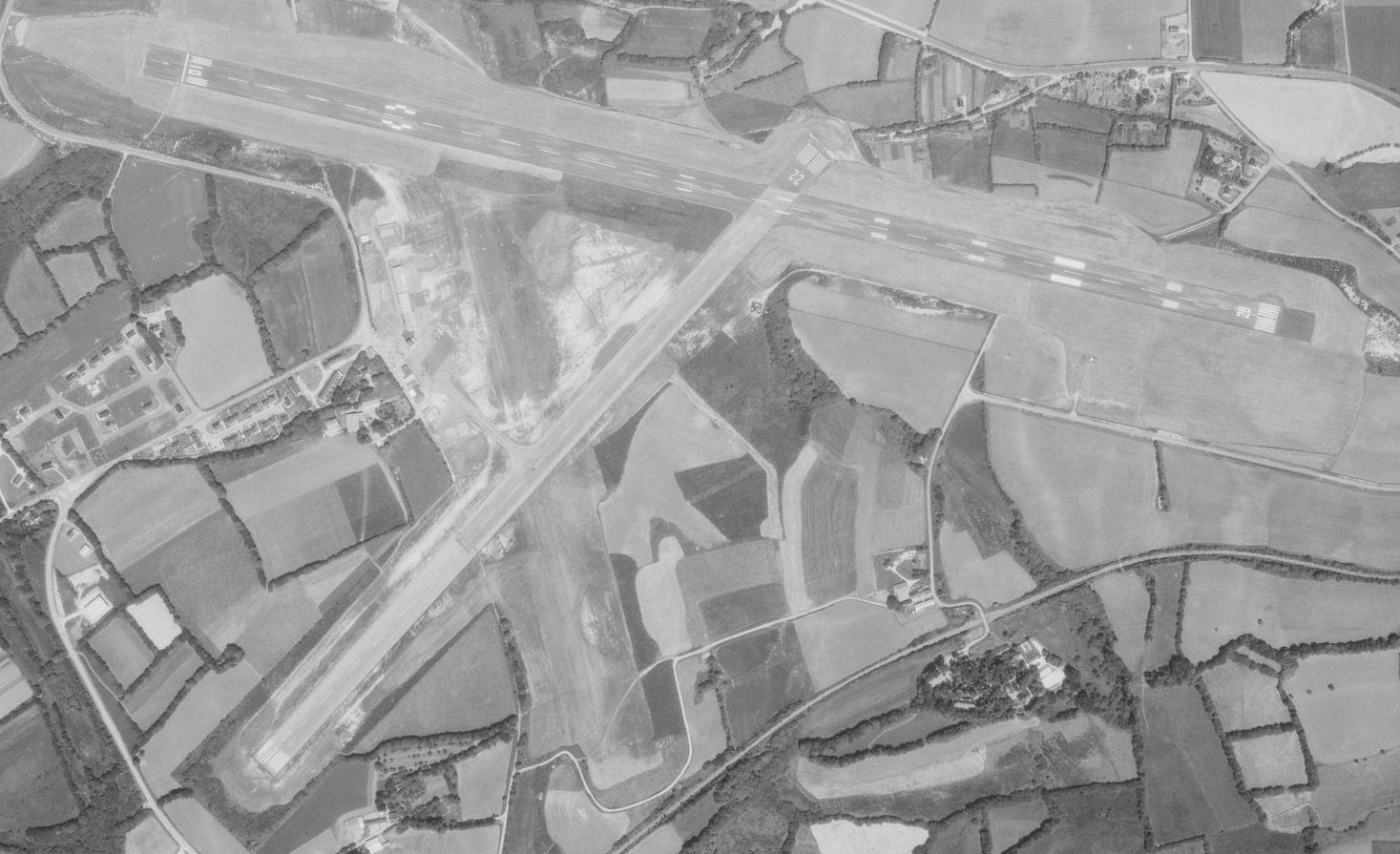
Aéroport de Quimper le 16 juin 1978 avec deux pistes enrobées: 10/28 (de 1 750 mètres) et 04/22 et une piste en herbe restante.
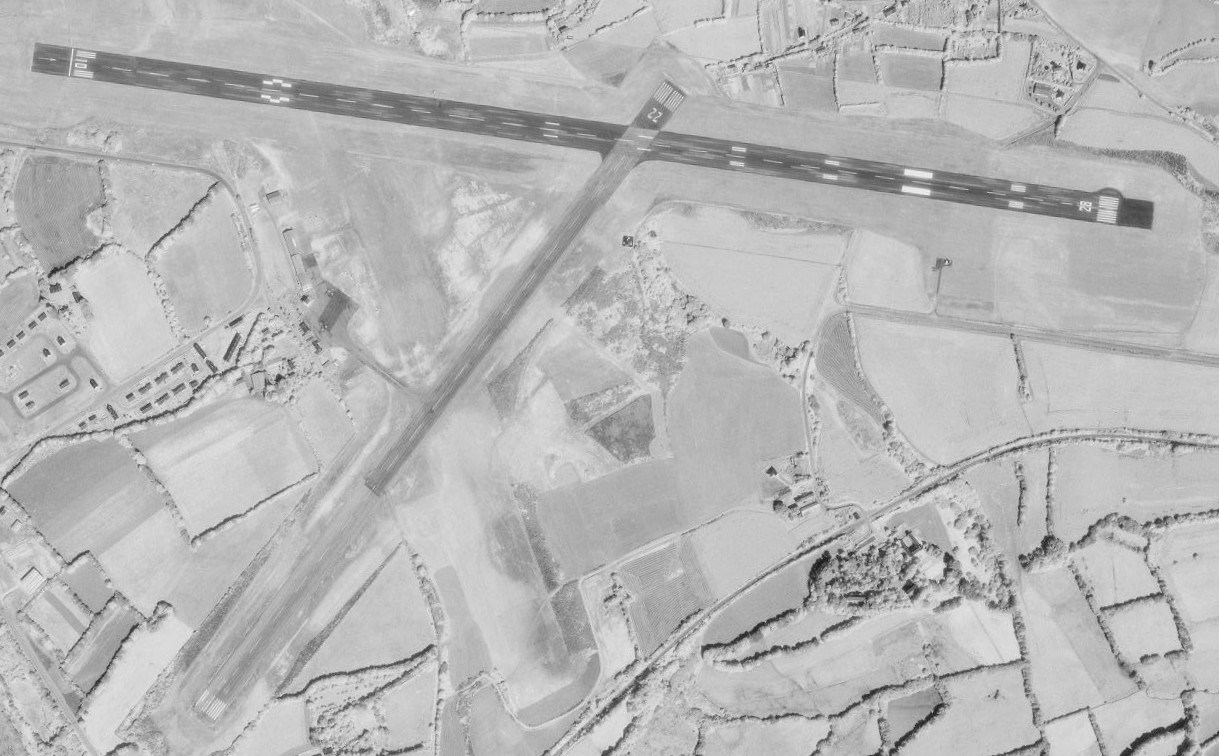
Aéroport de Quimper le 22 août 1978 avec deux pistes enrobées: 10/28 et 04/22 et une piste en herbe restante.
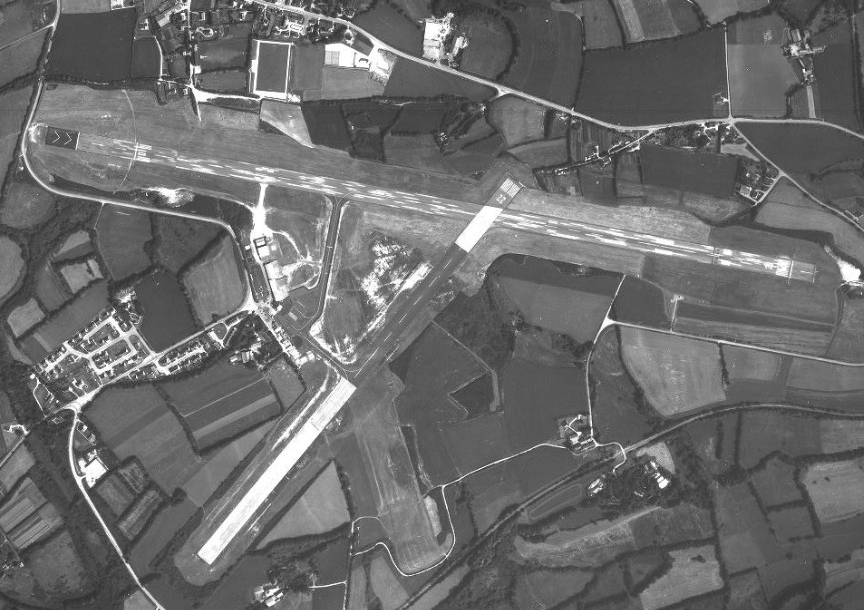
Aéroport de Quimper le 01 janvier 1982 avec deux pistes enrobées: 10/28 (de 1 900 mètres) et 04/22
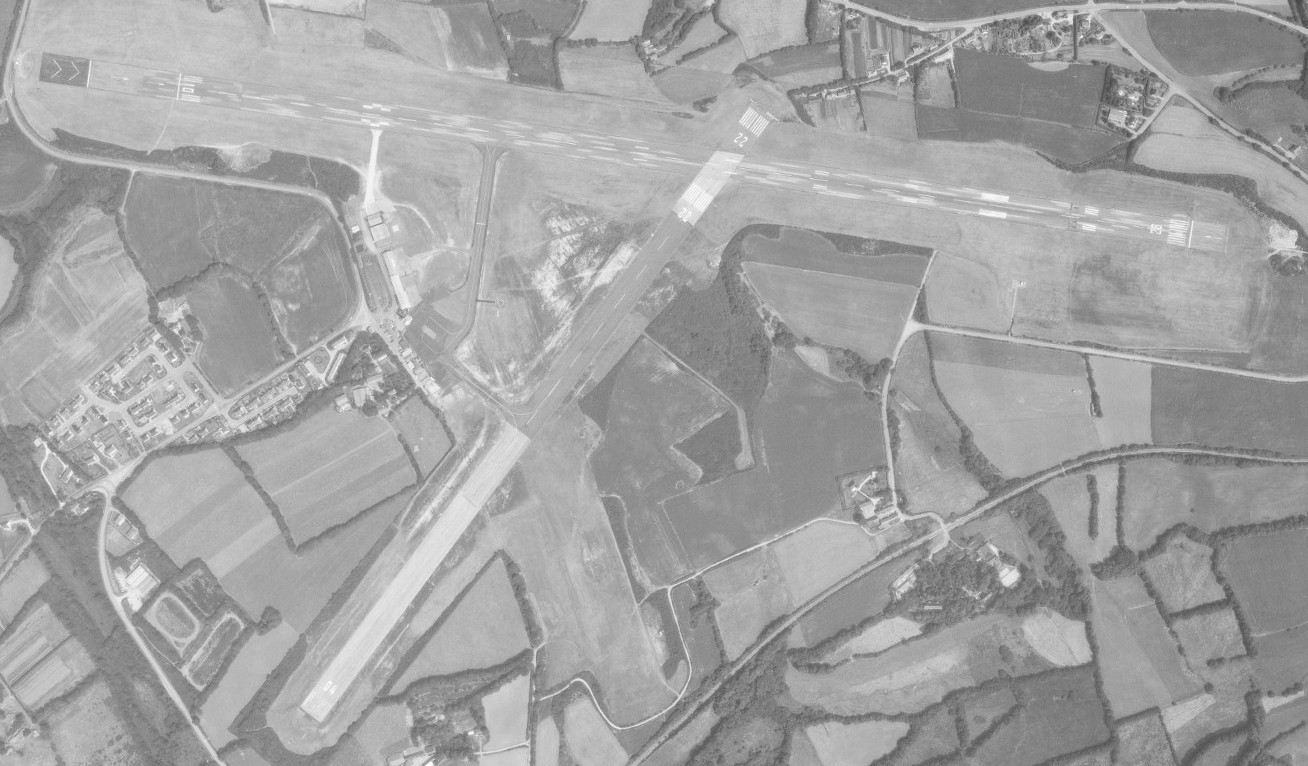
Aéroport de Quimper le 29 juillet 1983 avec deux pistes enrobées 10/28 et 04/22
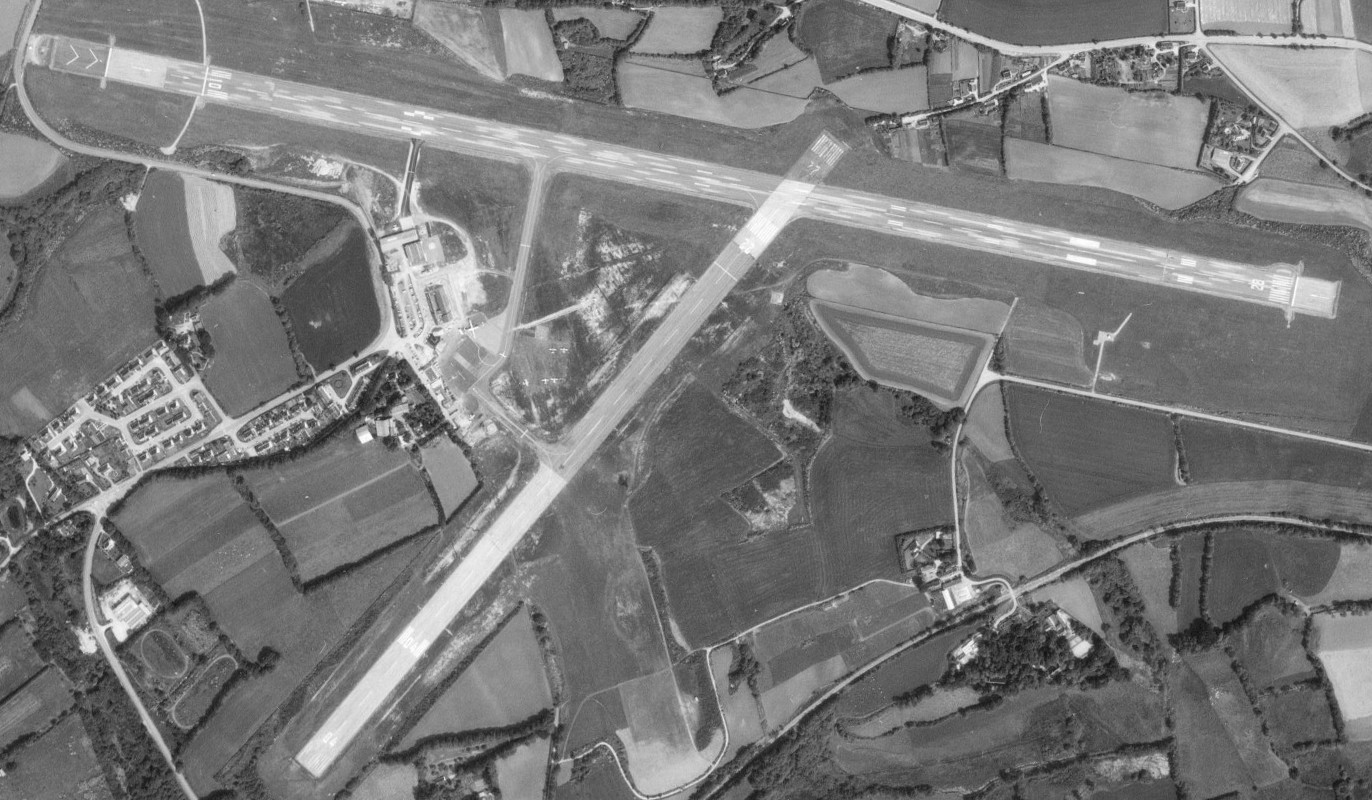
Aéroport de Quimper le 01 juin 1986 avec deux pistes enrobées: 10/28 et 04/22
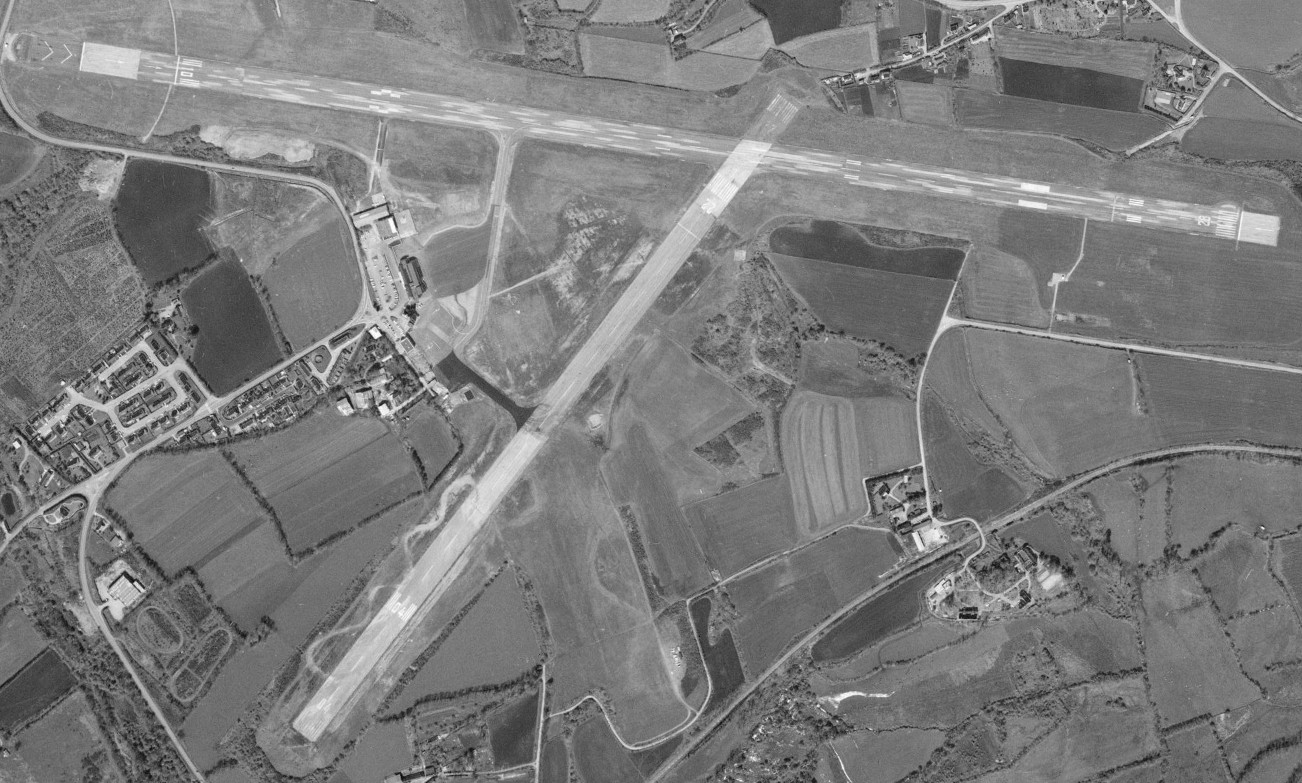
Aéroport de Quimper le 24 avril 1988 avec deux pistes enrobées: 10/28 et 04/22
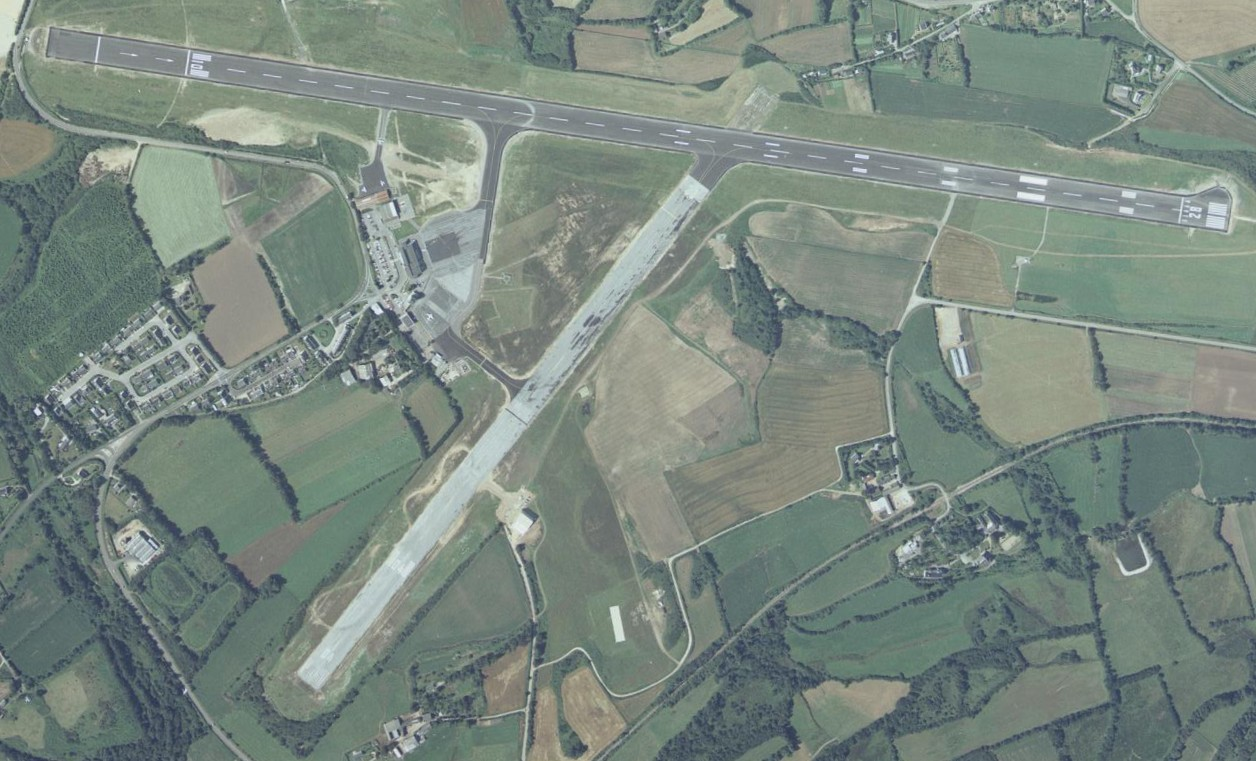
Aéroport de Quimper le 012 juillet 1990 avec deux pistes enrobées: 10/28 et 04/22
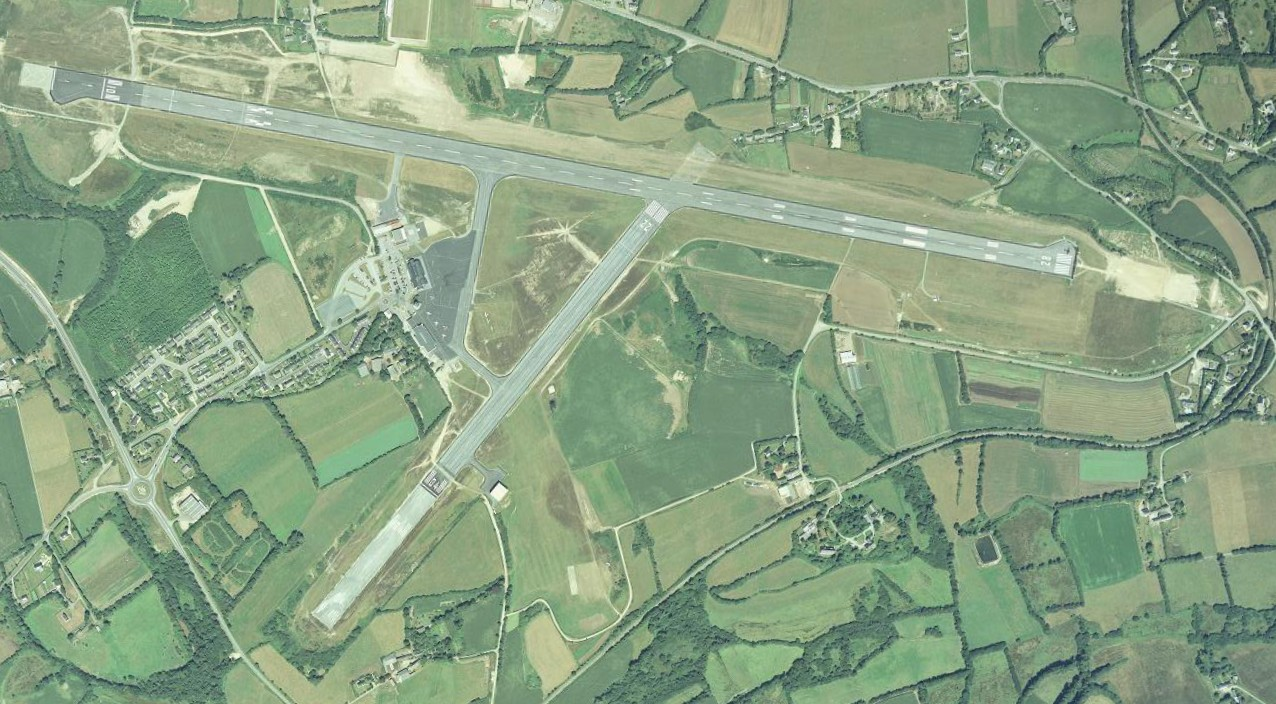
Aéroport de Quimper le 20 août 1993 avec deux pistes enrobées: 10/28 (de 2 150 mètres) et 04/22
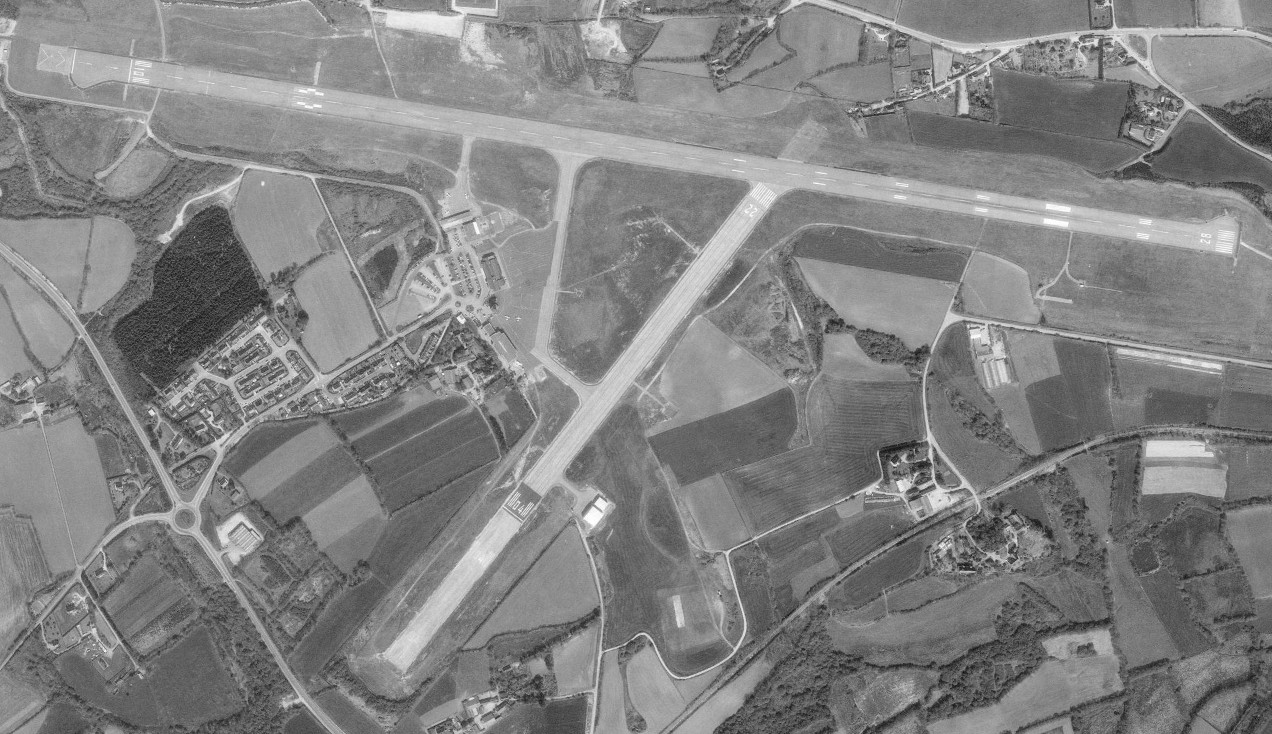
Aéroport de Quimper le 10 avril 1997 avec deux pistes enrobées: 10/28 et 04/22
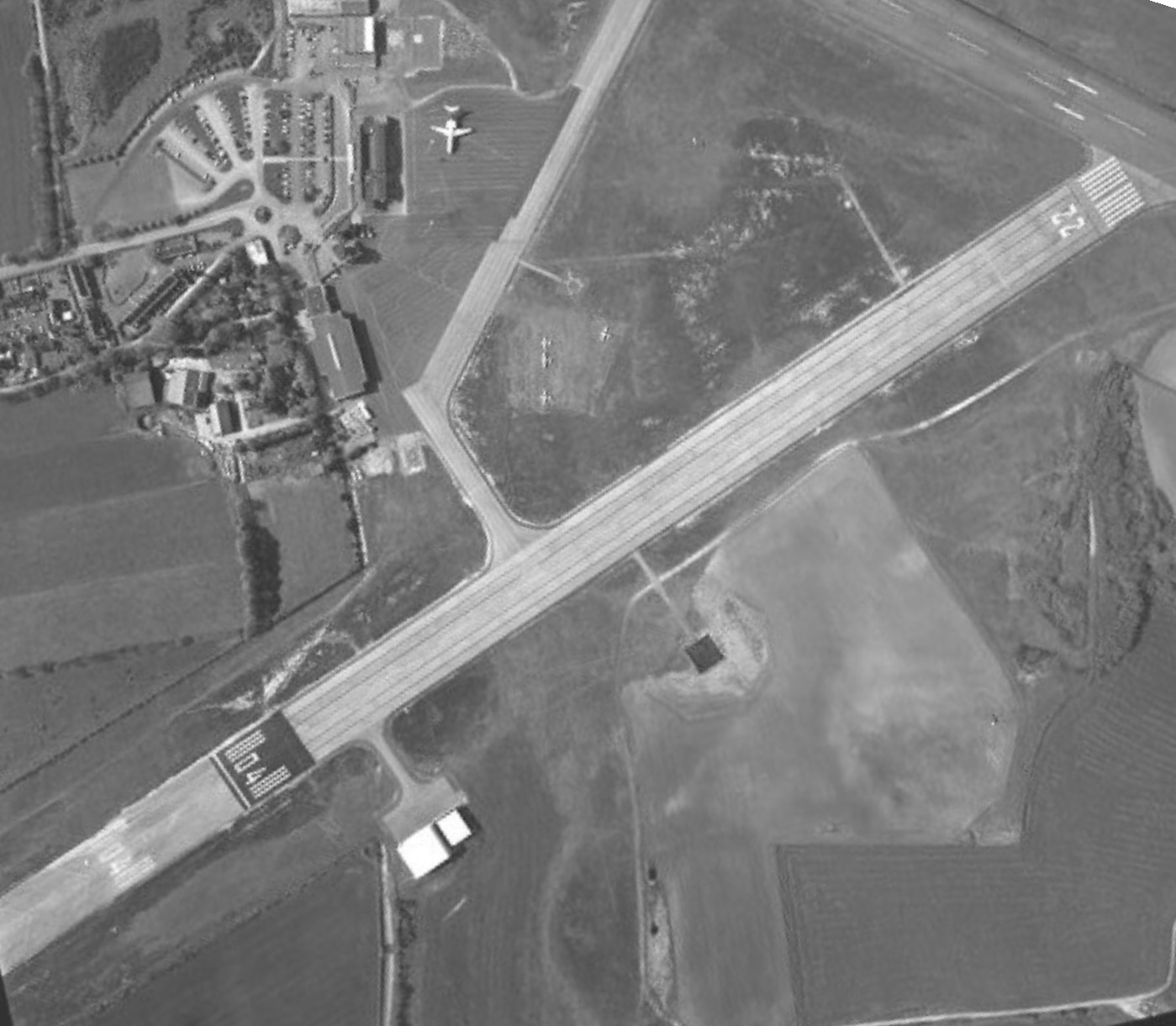
Aéroport de Quimper le 08 mai 1998 avec deux pistes enrobées: 10/28 et 04/22 raccourcie.
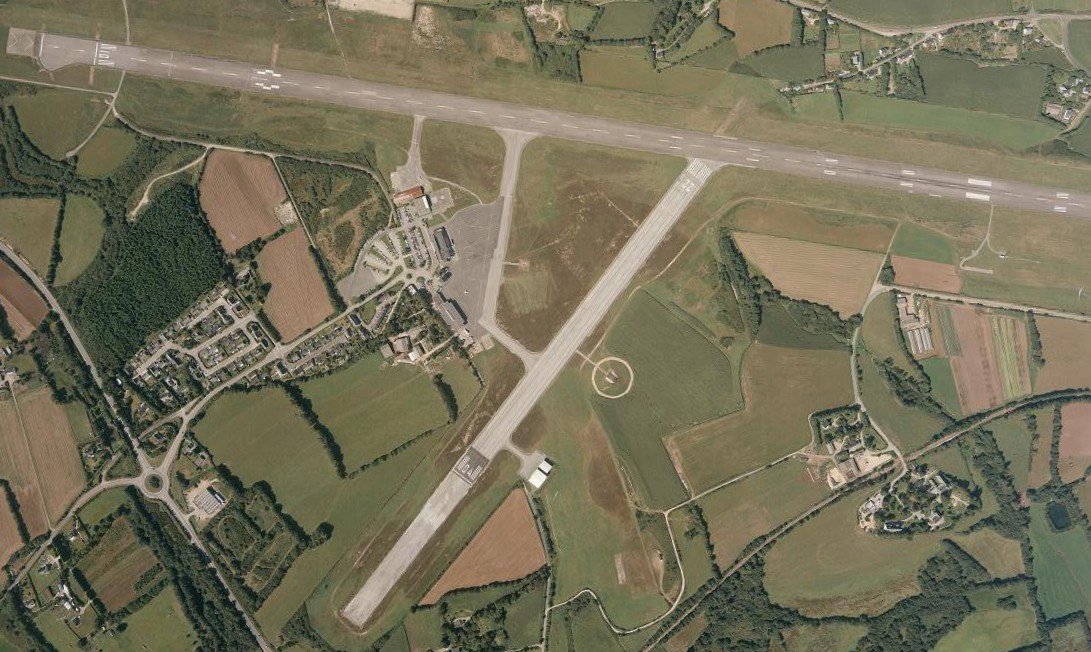
Aéroport de Quimper le 01 septembre 1999 avec deux pistes enrobées: 10/28 et 04/22 raccourcie.
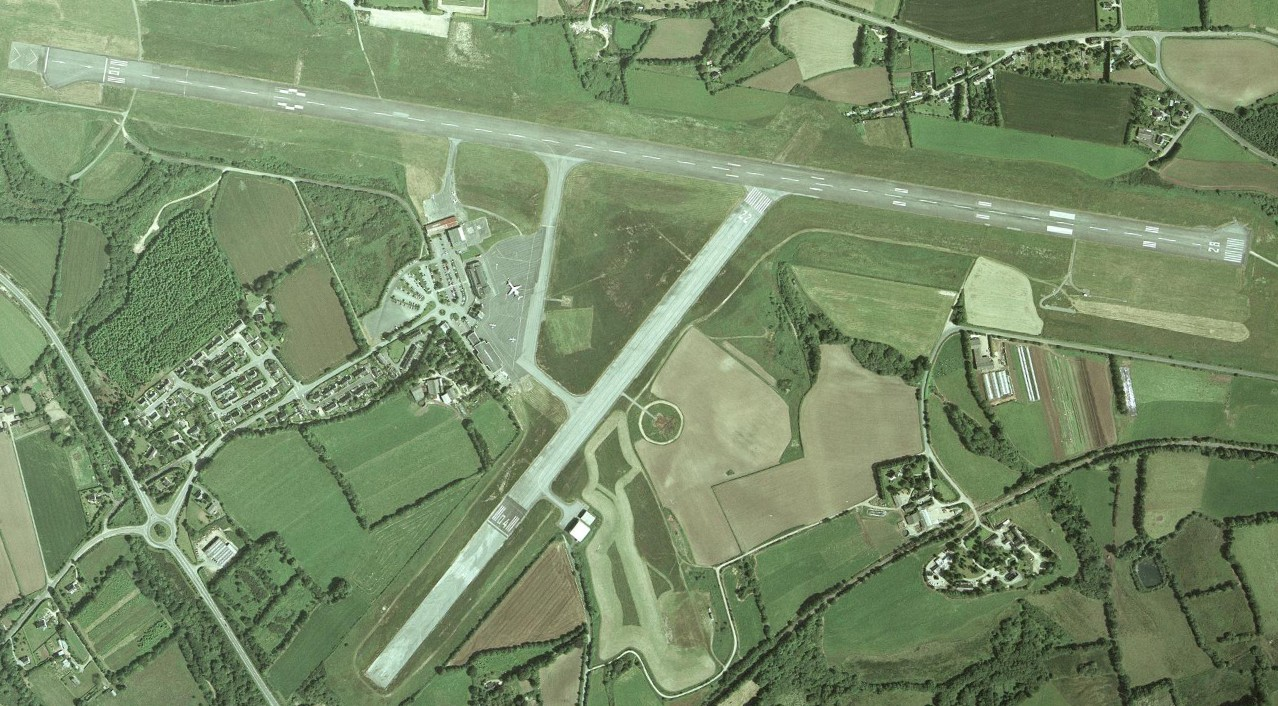
Aéroport de Quimper le 17 juin 2000 avec deux pistes enrobées: 10/28 et 04/22
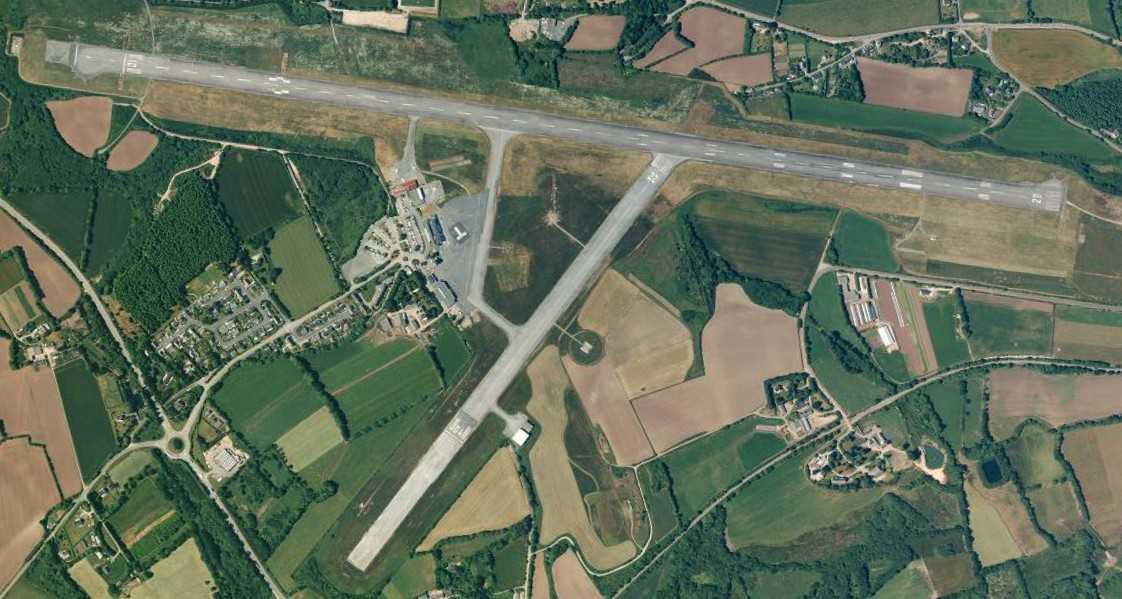
Aéroport de Quimper le 09 juin 2005 avec deux pistes enrobées: 10/28 et 04/22
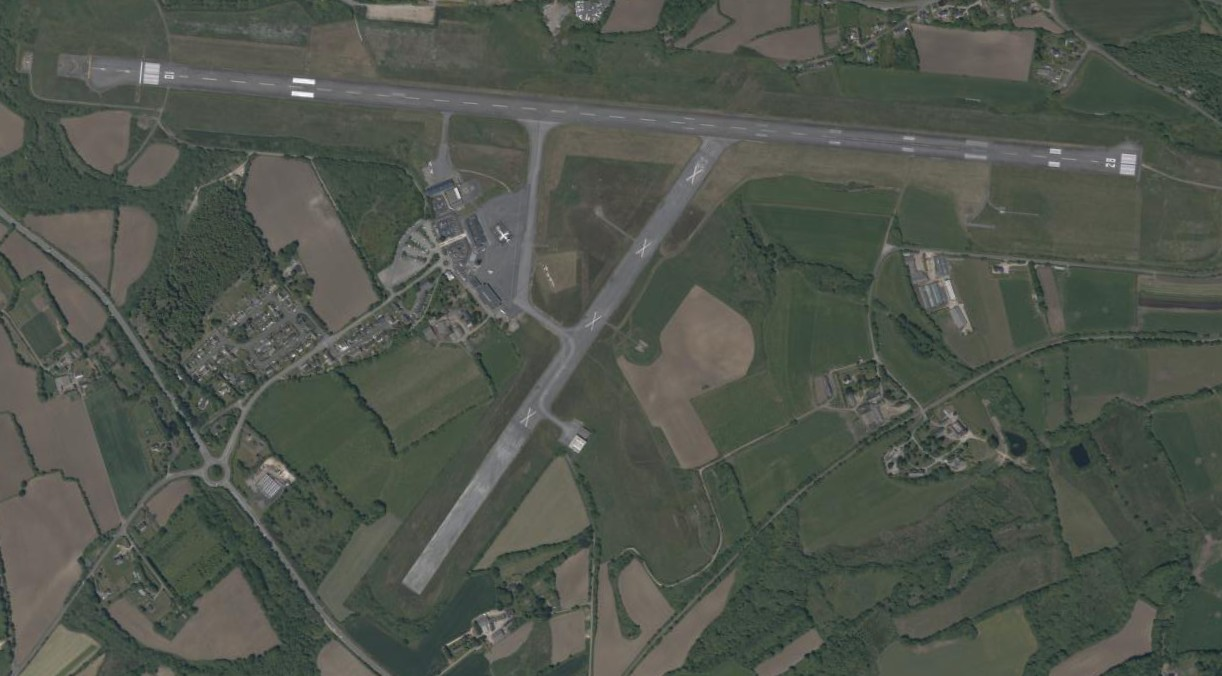
Aéroport de Quimper le 30 Mai 2009 avec une seule piste 10/28 et la 04/22 définitivement fermée depuis 2007.
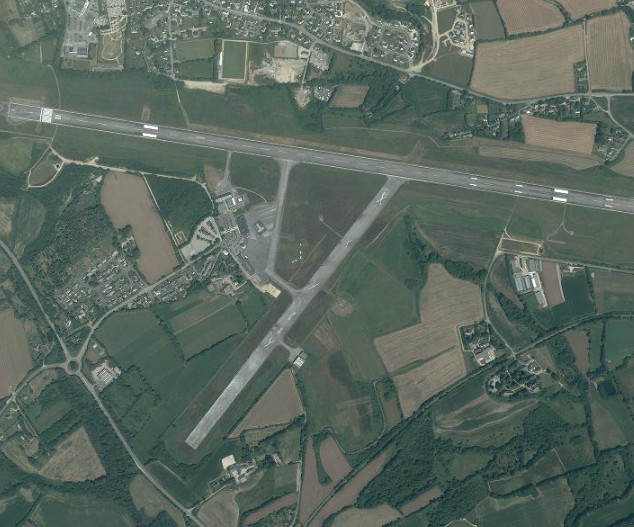
Aéroport de Quimper le 26 juillet 2012 avec une seule piste enrobée 10/28.

### Logos

Logo actuel.
Logo du consortium Aéroport Brest & Quimper.
Ancien logo.

## Évolution du trafic passagers
Pour des raisons techniques, il est temporairement impossible d'afficher le graphique qui aurait dû être présenté ici.

Voir la requête brute et les sources sur Wikidata.
Avec près de 80 000 voyageurs par an, l'aéroport de Quimper se classe en deuxième place au niveau départemental (après l'aéroport de Brest-Bretagne) et à la 44e place au niveau national des aéroports français les plus fréquentés en 2015. À noter que l'aéroport a perdu en 18 ans 43 % de son trafic passagers au profit de l'aéroport de Brest-Bretagne avec +52 % de passagers par rapport à 1998. Par ailleurs le futur aéroport de Notre-Dame-des-Landes faisait craindre une amplification de cette baisse dans les années à venir, toutefois la décision du gouvernement Philippe de renoncer à ce projet, éloigne cette crainte.
| Année | Passagers | Variation annuelle |
| ----- | --------- | ------------------ |
| 1997  | 150 897   | 0 %                |
| 1998  | 153 446   | +1,7 %             |
| 1999  | 154 501   | +0,7 %             |
| 2000  | 153 237   | -0,8 %             |
| 2001  | 143 885   | -6,1 %             |
| 2002  | 135 621   | -5,7 %             |
| 2003  | 135 349   | -0,2 %             |
| 2004  | 138 374   | +2,2 %             |
| 2005  | 133 769   | -3,4 %             |
| 2006  | 138 926   | +3,8 %             |
| 2007  | 136 157   | -2 %               |
| 2008  | 120 483   | -11,5 %            |
| 2009  | 117 217   | -2,7 %             |
| 2010  | 105 744   | -9,8 %             |
| 2011  | 112 570   | +6,5 %             |
| 2012  | 110 073   | -2,3 %             |
| 2013  | 113 419   | +3,2 %             |
| 2014  | 99 673    | -12,8 %            |
| 2015  | 88 827    | -10,9 %            |
| 2016  | 86 452    | -2,7 %             |
| 2017  | 80 766    | -6,6 %             |
| 2018  | 77 637    | -3,9 %             |
| 2019  | 57 707    | -27,24 %           |
| 2020  | 7 284     | -87,40 %           |
| 2021  | 7 218     | -0,9 %             |
| 2022  | 18 764    | +177,5 %           |
| 2023  | 13 454    | -28,3 %            |
| 2024  | 412       | -96,9 %            |

## Situation
| \| 20 km1:801 000 \| Dinan Lannion Saint-Brieuc Ouessant Brest Morlaix Quimper Belle-Île Guiscriff - Scaër Ploërmel Pontivy Quiberon Lorient Vannes Redon Rennes Saint-Malo-Dinard BAN Lanvéoc-Poulmic BAN Landivisiau |
| 20 km1:801 000 |

## Accès
L'aéroport est desservi par une navette centre-ville / aéroport du réseau QUB. 
L'aéroport se situe en voiture à 15 minutes de la gare de Quimper via la D785, à 43 minutes de la ville de Quimperlé via la N 165, à 55 minutes de la ville de Lorient via la N165, à 1 heure de la ville de Carhaix-Plouguer via la N164, à 22 minutes de Douarnenez via la D765, à 43 minutes d'Audierne via la D43 et à 35 minutes de Concarneau via la N165.
Il existe une offre importante de taxis sur place et de voitures de locations ainsi qu'une plateforme de covoiturage nommée Carfly.

## Infrastructures

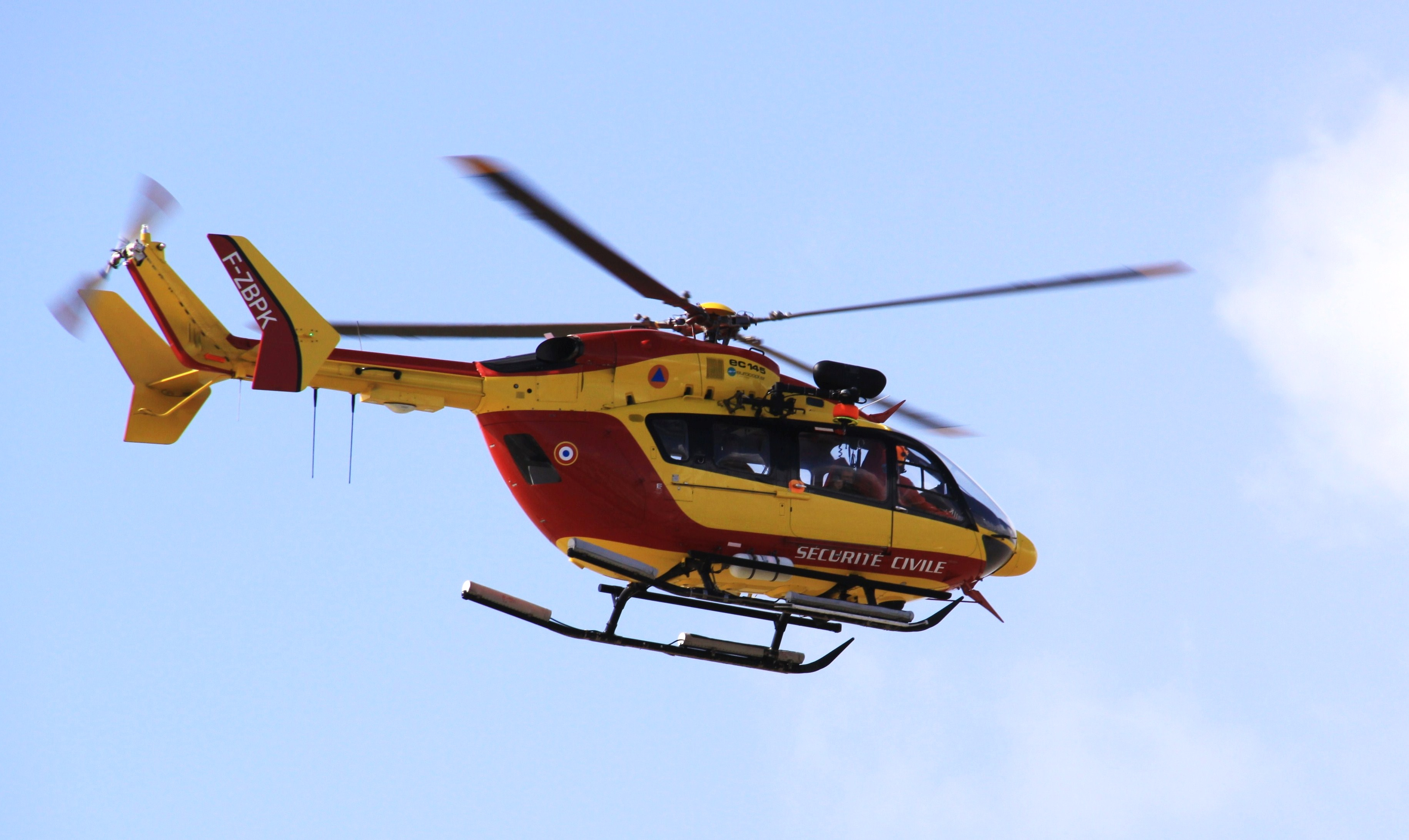
Le EC 145 Dragon 29 de la sécurité civile.

Le bâtiment d'accueil des passagers comprend quatre guichets d'enregistrement, trois bureaux de locations de voiture et un bar-snack situé à l'étage. La zone non publique comprend des salles de contrôle et d'embarquement, ainsi que les locaux de police et de douane.
L'aérogare fait 3 000 m2 et peut accueillir 250 000 passagers par an pour 1 000 places de parking payant excepté au moment du déjeuner, pour ne pas pénaliser « Le Tarmac », restaurant situé au-dessus de l’aérogare.
En dehors des infrastructures techniques de l'aérogare, la plate-forme abrite aussi des locaux de fret sur 1 025 m2, l’aéro-club Jean-Marie Le Bris et la base départementale de la Sécurité Civile.

## Équipements
L'aéroport dispose d'une aérogare, d'un hangar pour le fret (sont inclus les locaux des pompiers et les stations de ravitaillement), de deux hangars aviation, d'une tour de contrôle.
L'aéro-club de Quimper a un hangar en bordure de la piste 10-28.
L'aéroport dispose d'un camion de sûreté aéronautique SIDES VMA105, d'un TRACMA, de passerelles…